# Virginia Mirea
Virginia Mirea (n. 9 iunie 1955, București) este o actriță română. 

## Biografie
A absolvit în 1979 Institutul de Artă Teatrală și Cinematografică I.L.Caragiale la clasa profesor Sanda Manu.
După ce a terminat facultatea a jucat la Teatrul Bulandra din București, Teatrele din Tulcea, Arad, Buzău și la Teatrul de Comedie, București, unde a rămas actriță angajată. A jucat în piese regizate de Alexandru Tocilescu, Victor Ioan Frunză sau Horațiu Mălăele. În anul 2004 a fost nominalizată de mai multe ori la Premiile UNITER pentru Cea mai bună actriță într-un rol secundar/principal.

## Distincții
- În 2010, Virginia Mirea a obținut premiul UNITER pentru cea mai bună actriță în rol principal, pentru rolul din spectacolul "Casa Zoikăi", pus în scenă la Teatrul de Comedie din București.[3]

## Filmografie
- Am o idee!... (1981)
- Rămășagul (1985) - Ileana Cosânzeana
- Cuibul de viespi (1987) - Zamfira
- Danga langa (TV) / (1988) - soția
- Sanda (1990)
- Legături bolnăvicioase (2006) - Doamna Dragnea
- Amintiri din Epoca de Aur 1: Tovarăși, frumoasă e viața! (2009) - soția milițianului